# Zasada równego traktowania w zatrudnieniu
Zasada równego traktowania w zatrudnieniu – jest jedną z podstawowych zasad prawa pracy. 1 stycznia 2004 roku wprowadzona do pierwszego działu Kodeksu pracy w rozdziale zatytułowanym: Równe traktowanie w zatrudnieniu (art. 183a do 183e K.p.).
Ochroną zasady równego traktowania w zatrudnieniu objęci są: kandydaci do pracy, pracownicy oraz byli pracownicy.
Pracownicy powinni być równo traktowani w zakresie:
- nawiązywania stosunku pracy,
- rozwiązywania stosunku pracy,
- warunków zatrudnienia,
- awansowania,
- dostępu do szkolenia w celu podnoszenia kwalifikacji zawodowych,

bez względu na płeć, wiek, niepełnosprawność, rasę, religię, narodowość, przekonania polityczne, przynależność związkową, pochodzenie etniczne, wyznanie, orientację seksualną, a także bez względu na zatrudnienie na czas określony lub nieokreślony albo w pełnym lub niepełnym wymiarze czasu pracy.
Równe traktowanie w zatrudnieniu oznacza niedyskryminowanie w jakikolwiek sposób, bezpośrednio lub pośrednio, ze względu na jakiekolwiek okoliczności.